# Heerlijkheid Fénétrange

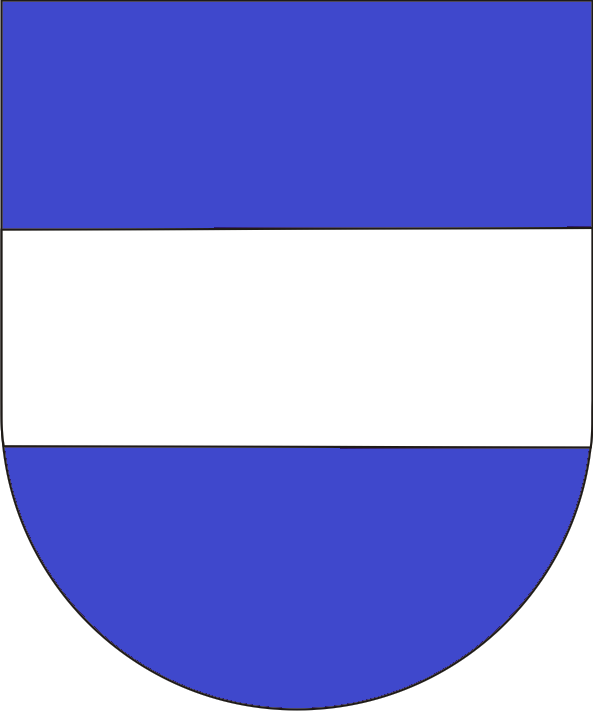
Heerlijkheid Fénétrange

Fénétrange (Duits: Finstingen, ook Vinstingen) was een rijksheerlijkheid binnen het Heilige Roomse Rijk.

## De heren van Fénétrange tot 1467
De heren van Fénétrange komen voort uit een zijtak van de heren van Malberg in de Eifel, die bekend zijn sinds de elfde eeuw. In het tweede kwart van de twaalfde eeuw waren deze heren in het bezit van Faulquemont en traden ze als voogd op van de abdij Remiremont in Fénétrange en omgeving. In 1224 werden de heren van Malberg beleend met Fénétrange en sindsdien noemden ze zich heer van Fénétrange. Rond 1250 worden er 140 leenmannen vermeld, wat aangeeft dat de heerlijkheid tot een belangrijke macht was uitgegroeid. Regelmatig waren de heren in het bezit van de landvoogdij Haguenau en het schoutambt in de rijksstad Haguenau. In de dertiende eeuw splitste de dynastie in twee takken, die aangeduid werden middels de helmtekens van hun wapen: Col de Cigne (Schwanenhals) en Tête de Braque (Brackenkopf). Vervolgens ging het machtscomplex verloren door derder delingen en erfkwesties. In 1467 stierf de tak Schwanenhals uit met Jan van Finstingen-Schwanenhals en in 1500 de tak Brackenkopf met Jan van Finstingen-Brackenkopf, wijbisschop van Trier.

## Fénétrange verdeeld onder verschillende adellijke huizen
De erfgenamen vanb Jan van Finstingen-Schwanenhals waren zijn dochters Barbara en Magdalena.
- Barbara was gehuwd met graaf Nicolaas van Mörs-Saarwerden. Bij gebrek aan een zoon, kwam het aandeel in de heerlijkheid in 1478 (Nicolaas overleed in 1485) aan hun dochter Johanna, die gehuwd was met rijngraaf Johan VI van Salm.
- Magdalena was gehuwd met Ferdinand van Neufchâtel, heer van Montaigu. Hun aandeel in de heerlijkheid kwam vervolgens aan hun dochter Anna, die gehuwd was met Willem van Dammartin, heer van Fontenoy. Daarna was er weer een opvolging via een dochter:m Diana van Damartin, vanaf 1560 regerend vrouwe. Zij huwde met Karel Filips van Croÿ markies van Havré. De familie Croy verkocht hun aandeel in de heerlijkheid in 1665 aan het hertogdom Lotharingen.

Lotharingen en Salm-Salm hebben op 21 december 1751 werd een verdrag gesloten, waardoor de oude burchten geheel aan Salm kwamen. In het kader van grenscorrecties tussen Lotharingen en Nassau-Saarbrücken zijn er op 15 februari 1766 en 26 oktober 1770 verdragen gesloten. Hierdoor kwamen Berendorf, Bust en Volskirch aan Nassau-Saarbrücken. In ruil daarvoor kwamen Emsweiler en Roderborn aan Lotharingen.

## Gebied

##### Het gebied was in de achttiende eeuw samengesteld uit vier heerlijkheden
- de gemeenschappelijke heerlijkheid (in gemeenschappelijk bezit van Col-de-Cigne en Tête-de-Braque). Bestaande uit Fénétrange, Bust, Lohr, Münster en Schalbach.
- Col-de-Cigne (Schwanhals), bestaande uit Berthelming, Bettborn (Bettpert), Langatte, Mittersheim, Wielersweiler en Volskirch.
- Tête-de-Braque (Brackenkopf), bestaande uit Berendorf, Haut-Clocher, Hibischheim, Romelfing en Cappel (Diane Capelle).
- Guerolzech (Geroldseck an der Saar) met Metting, Niederskinselle en Postroff.